# Nordbahnstraße

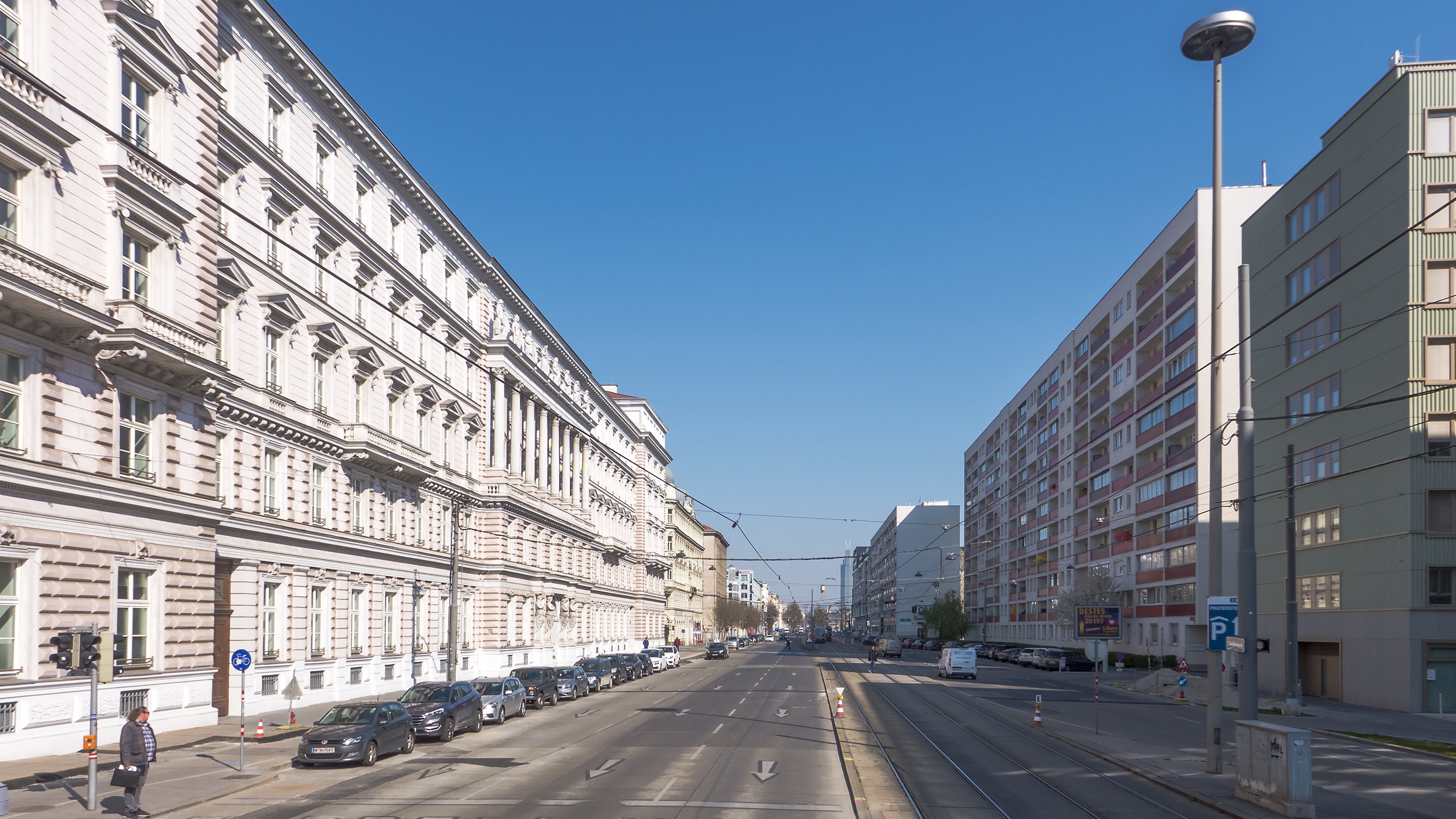
Nordbahnstraße bei der Kleinen Stadtgutgasse

Die ca. 1,15 km lange Nordbahnstraße in Wien ist eine der im 2. Bezirk vom Verkehrsknoten Praterstern ausgehenden Straßen. Sie wurde 1873 vom Wiener Gemeinderat vor der in Wien stattfindenden  Weltausstellung 1873 nach der neben der Straße verlaufenden Nordbahn benannt, damals die wichtigste Bahn Österreich-Ungarns. Ein sehr kleiner Teil am nördlichen Beginn der Straße zählt seit 1900 zum damals vom 2. Bezirk abgetrennten 20. Bezirk.

## Geschichte
Von der Forstmeisterallee zur Nordbahnstraße
Vorläuferin der Straße war die 1775 zur Zeit der Praterregulierung im damaligen Augebiet der unregulierten Donau angelegte Forstmeisterallee, nach dem Forsthaus in der Brigittenau (heute 20. Bezirk) benannt.

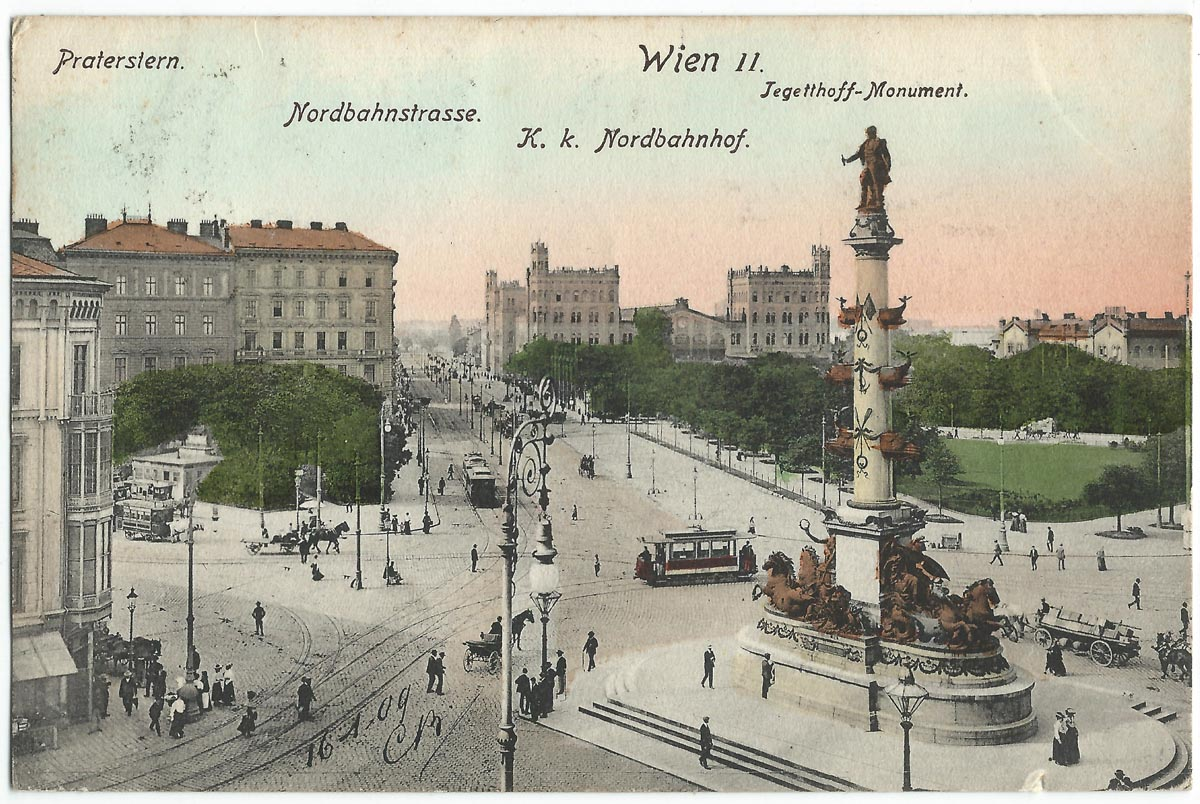
Praterstern und Nordbahnstraße, 1909

1838 nahm neben der Allee die Kaiser Ferdinands-Nordbahn den Betrieb auf. Für sie entstand der Nordbahnhof, dessen Areal sich sukzessive stark vergrößerte. 1865 wurde das bis zu Kriegsschäden 1945 verwendete imposante Aufnahmsgebäude des Bahnhofs eröffnet. 1943 / 1944 fuhren von hier die Züge ab, mit denen Wiener Juden in Vernichtungslager im Osten gebracht wurden.
Russenschleife
Nach dem Zweiten Weltkrieg zählte der 2. Bezirk (wie der 20.) mit der Nordbahnstraße zehn Jahre lang, bis 1955, zum sowjetischen Sektor der Stadt. Seit dieser Zeit büßte der Nordbahnhof, auch wegen der Errichtung des Eisernen Vorhangs,  einen Großteil seiner Bedeutung ein. Um das Nordbahnhofareal und die daran anschließende Verbindungsbahn zum Südbahnhof provisorisch mit dem anderen Donauufer zu verbinden, ließ die sowjetische Besatzungsmacht von der östlichsten Ecke des Nordwestbahnhofes zu den westlichsten Gleisen des Nordbahnhofes quer über die Einmündung der Taborstraße in die Nordbahnstraße die so genannte Russenschleife bauen (siehe hier). Die Gleisverbindung wurde nach der mit 31. Mai 1959 (dem Tag der Verkehrsfreigabe der Nordbahnbrücke) erfolgten Betriebseinstellung abgebaut.
Demolierung der Bahnhofsruine
1962–1965 wurde die Ruine des Nordbahnhof-Aufnahmsgebäudes  abgerissen, nachdem sie in den Jahren zuvor in mehreren Spielfilmen als Kulisse gedient hatte. In einem dieser Spielfilme fungierte die Nordbahnstraße als Straße in Budapest im ungarischen Volksaufstand von 1956.
Neubauten
Auf nicht mehr benötigtem Bahngelände entsteht seit den 1990er Jahren das neue Nordbahnviertel.

## Lage und Gebäude
20. Bezirk

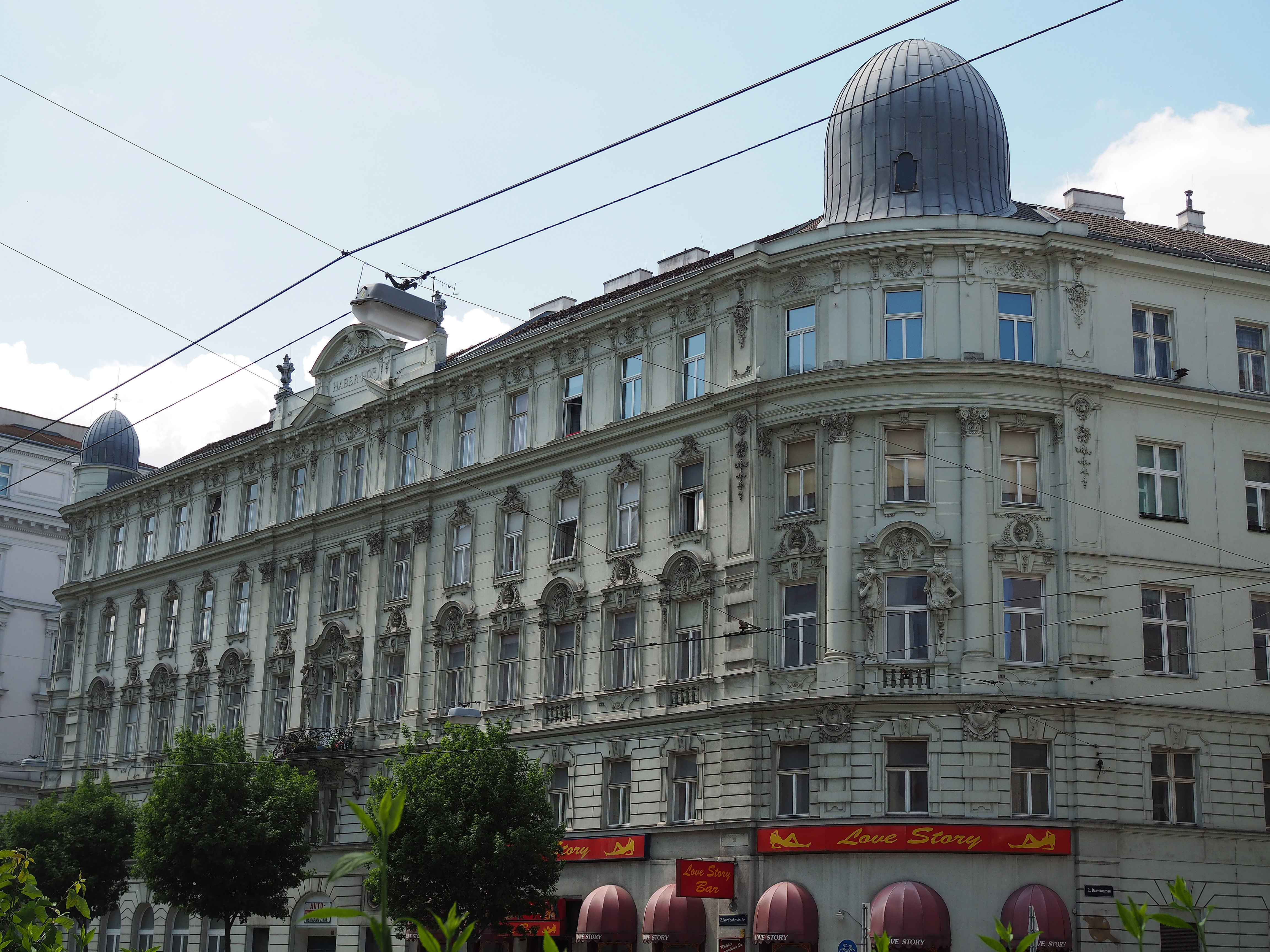
Der Haber-Hof auf Nr. 46–48, im Vordergrund die Ecke zur Darwingasse

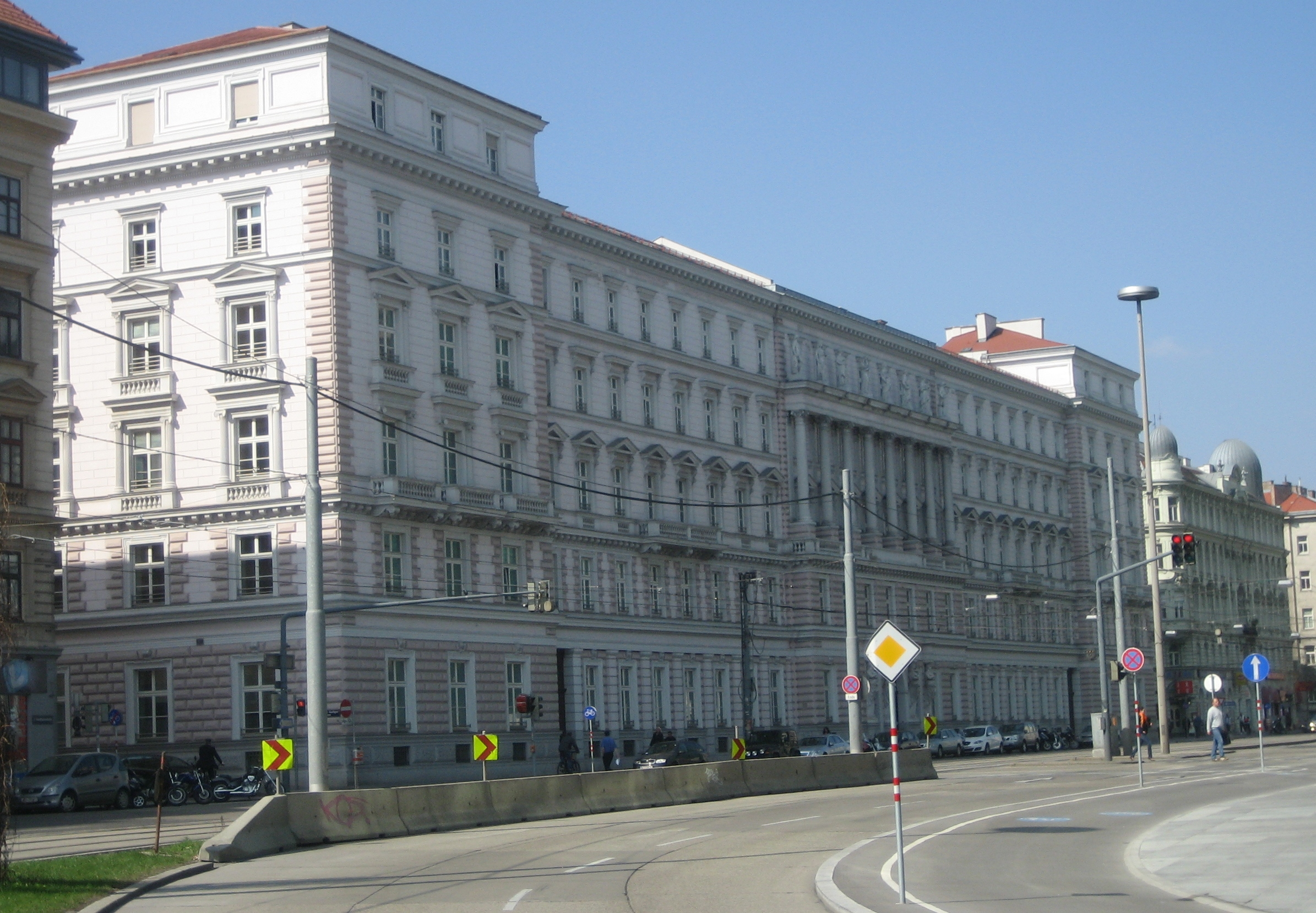
Ehem. Hotel Donau, heute Bahnbüros, auf Nr. 50; links davon: Kleine Stadtgutgasse; rechts neben dem Gebäude: Mühlfeldgasse

Die Nordbahnstraße, die etwa in Nord-Süd-Richtung verläuft, schließt im Norden zwischen den ehemaligen Bahngeländen von Nordwestbahn und Nordbahn an die aus der Brigittenau kommende Dresdner Straße (bei deren Haus Nr. 136) an; in der Realität ist das nur durch eine kleine Krümmung der Straße merkbar. Hier verkehrt die Straßenbahnlinie 2. Die Häuser Nordbahnstraße Nr. 2, 4, 6, 8 und 10 stehen im 20. Bezirk; die Grenze zum 2. Bezirk verläuft an der westlichen Straßenseite am Gehsteigrand zur Fahrbahn vor diesen Häusern. (Auf der östlichen Straßenseite besteht hier, im 2. Bezirk, nur die Adresse Nordbahnstraße 1.)
Kreuzung der Taborstraße
Wenige Meter südlich kreuzt (zwischen den Häusern Nordbahnstraße Nr. 10 und Nr. 12) nach Südwesten die Taborstraße, eine der Hauptstraßen des 2. Bezirks; auch die Straßenbahnlinie 2 biegt in diese Straße ab. Jahrzehntelang bestand nur eine Abzweigung Richtung Südwesten, Richtung Osten wurde die Taborstraße in den späten 2010er-Jahren in das Nordbahnviertel verlängert. An der Kreuzung mit der Taborstraße, wo sich einst die Russenschleife (siehe Abschnitt Geschichte)  befand, wird sich künftig ein Zugang zum parkartigen Mittelteil des hier an die Nordbahnstraße grenzenden Nordwestbahnhofgeländes befinden.
Straßenbahnlinie 5
Vier Häuserblöcke weiter kreuzt zwischen Haus Nr. 32 und Nr. 34 von Westen die Am Tabor genannte Straße (mit der Straßenbahnlinie 5) die Nordbahnstraße. Der 5er, Verbindung mit Franz-Josefs-Bahnhof und Westbahnhof,  verkehrt hier seit 1897 als Transversallinie. Damals war er die erste elektrisch betriebene Straßenbahnlinie Wiens. Seit 1907, als das aktuelle Linienschema eingeführt wurde, trägt er die Liniennummer 5. Auch die Straße Am Tabor wurde ins Nordbahnviertel verlängert.
Haber-Hof und Mühlfeldgasse
Weitere drei Häuserblöcke südlich mündet zwischen Nr. 48 und Nr. 50 die Mühlfeldgasse in die Nordbahnstraße ein; hier befindet sich eine durch die Heinestraße zur Taborstraße führende Gleisverbindung, die zuletzt bis 2008 von der Linie 21 befahren wurde. Sie wird im Linienbetrieb nicht mehr verwendet, seit die Verlängerung der U2 in Betrieb genommen und die Linie 21 aufgelassen wurde. Zwischen Mühlfeldgasse und Darwingasse befindet sich der Haber-Hof, ein 1891 erbauter markanter späthistoristischer Zinshauskomplex mit Kuppeln an den beiden Ecken.
Nordbahnviertel
An der gesamten östlichen Seite der Nordbahnstraße befindet sich (ehemaliges) Nordbahnhofgelände, das seit etwa 2010 als Nordbahnviertel bezeichnet wird. Der Wiener Nordbahnhof hatte im Personenverkehr bis 1945 den Haupteingang an der Nordbahnstraße. Das nach  starken Kriegsschäden nicht mehr benützte Bahnhofsgebäude wurde bis 1965 demoliert. Zwischen der Nordbahnstraße und der Bahntrasse sollen zur Straße hin Häuser und zur Trasse hin Grünflächen errichtet werden. Eine dieser Grünflächen ist der 2018 hinter dem 2020 eröffneten Hotel auf Nr. 47 angelegte Franziska-Löw-Park. Zwischen Taborstraße und Am Tabor soll auch die Schweidlgasse eine Kreuzung bekommen.
Bundesbahndirektion
Gegenüber dem nicht mehr bestehenden Aufnahmsgebäude des Bahnhofs befindet sich auf Nr. 50, zwischen Mühlfeldgasse und Kleiner Stadtgutgasse, das zur Wiener Weltausstellung 1873 errichtete ehemalige Hotel Donau mit seiner monumentalen Fassadengestaltung mit acht allegorischen Figuren. Es wurde wenige Jahre später in ein Bürohaus der Bahn umgewidmet und beherbergt bis heute ÖBB-Dienststellen.
Hinter diesem Bürohaus entstand zur Weltausstellung 1873 das nicht mehr bestehende Römische Bad.
Mündung in den Praterstern
Einen Häuserblock nach dem ÖBB-Gebäude endet die Nordbahnstraße nach Haus Nr. 56, Ecke Praterstern 2, am großen Kreisverkehr des Pratersterns. Die Straßenbahnlinie 5 verkehrt innerhalb des Kreisverkehrs bis zum Vorplatz des Bahnhofs Wien Praterstern.
Fortsetzung der Straße nach dem Praterstern ist die ebenfalls in Nord-Süd-Richtung verlaufende Franzensbrückenstraße, die am Donaukanal endet.